# Rørbombe
 Der er for få eller ingen kildehenvisninger i denne artikel, hvilket er et problem. Du kan hjælpe ved at angive troværdige kilder til de påstande, som fremføres i artiklen.

En rørbombe er et stykke rør fyldt med et eksplosivt materiale. Den består som regel af et stykke stålrør/metalrør med gevind og to endestykker, eksempelvis i form af bolte. Ved antændelse får trykket fra det brændende materiale røret til at sprænges i mange stumper. 
Særlig sortkrudt anvendes ved fremstillingen, da det er let at skaffe.
Der er sket mange ulykker med rørbomber, og risikoen for at rørbomben antændes ved et uheld er stor, da krudtet kan selvantænde ved friktion.